# 郡上市立和良小学校
郡上市立和良小学校 （ぐじょうしりつ わらしょうがっこう）は、岐阜県郡上市にある公立小学校。

## 概要
- 通学区域は和良町全域と八幡町美山、八幡町入間、八幡町洲河である。公立中学校の進学先は郡上市立郡上東中学校である[1]。
- 元は旧・郡上郡和良村の小学校であり、通学区域は旧・和良村であった。2019年に郡上市立西和良小学校を統合。旧・西和良村の一部である八幡町美山、八幡町入間、八幡町洲河が通学区域に加わった。

## 沿革
- 1873年（明治6年） - 
  - 下沢村に下沢義校が開校。下沢村、上沢村、法師丸村、宮地村、下洞村、方須村、安郷野新田の児童が通学する。
  - 鹿倉村に三邑学校が開校。鹿倉村、宮代村、野尻村の児童が通学する。
- 1874年（明治7年） - 田平村、厚波村、東野村が中之保村の貢間義校[2]から離脱。東野村に東野上等小学校を開校する。
- 1881年（明治14年） - 下沢義校が沢尋常簡易科小学校に、東野上等小学校が東野中等小学校に、それぞれ改称する。
- 1886年（明治19年） - 東野中等小学校が三庫簡易科小学校に改称する。
- 1893年（明治26年） - 沢尋常簡易科小学校が沢尋常高等小学校に改称する。
- 1894年（明治27年） - 
  - 鹿倉村、宮代村、野尻村、三庫村、横野村、宮地村、沢村、法師丸村、下洞村、土京村、方須村が合併し、和良村が発足。
  - 沢尋常高等小学校、土京尋常小学校、三庫簡易科小学校、三邑学校が統合され、和良尋常高等小学校となる。方須に東分校、宮代に西分校、東野に南分校、土京に北分校を設置する。
- 1902年（明治35年） - 現在地に移転。
- 1904年（明治37年） - 東分校、西分校、南分校を廃止。北分校は土京尋常小学校として独立。
- 1905年（明治38年） - 鹿倉分教場、田平分教場を設置。
- 1911年（明治44年） - 方須分教場を設置。
- 1941年（昭和16年）4月1日 - 和良国民学校に改称する。
- 1947年（昭和22年）4月1日 - 和良村立和良小学校に改称する。
- 1963年（昭和38年） - 方須分校を廃止。
- 1964年（昭和39年） - 鹿倉分校、田平分校を廃止。
- 1969年（昭和44年）4月 - 土京小学校を統合する。
- 1971年（昭和46年） - 新校舎（鉄筋コンクリート造）が完成。
- 1991年（平成3年） - 体育館が完成。
- 2004年（平成16年）3月1日 - 八幡町、大和町、白鳥町、高鷲村、美並村、明宝村、和良村が合併し郡上市が発足。同時に郡上市立和良小学校に改称する。
- 2019年（平成31年）4月 - 西和良小学校を統合する[3]。